# Thomas Obermeier
Thomas Obermeier (* 2. November 1964 in Kipfenberg) ist ein bayerischer Politiker (CSU) und ehemaliger Abgeordneter des Bayerischen Landtags.

## Ausbildung und Beruf
Thomas Obermeier besuchte von 1971 bis 1976 die Volksschule in Kipfenberg und von 1976 bis 1985 das Willibald-Gymnasium in Eichstätt. Von 1986 bis 1994 absolvierte er ein Studium der Rechtswissenschaft in Regensburg und war von 1995 - 2017 Rechtsanwalt in Eichstätt tätig. Von 2017 - 2020 war er als Rechtsanwalt in Neustadt b. Coburg tätig und seit 2020  ist er als Rechtsanwalt in Seßlach ansässig. Er ist römisch-katholisch und hat aus seiner 1. Ehe vier Kinder.

## Politik
Thomas Obermeier trat 1997 in die CSU ein. Er war bis 2013 im Kreistag von Eichstätt.
Vom 28. September 1998 bis zum 19. Oktober 2008 war er Mitglied des Landtags. Dort war Mitglied des Ausschusses für Verfassungs-, Rechts- und Parlamentsfragen sowie des Ausschusses für Kommunale Fragen und Innere Sicherheit. Zudem ist er Mitglied der Enquête-Kommission „Jung sein in Bayern“ des Bayerischen Landtages. Nach der Bayerischen Landtagswahl im September 2008 und der großen Stimmverluste der CSU in Bayern aber auch im Landkreis Eichstätt blieb Obermeier weiterhin Vorsitzender des CSU-Kreisverbandes Eichstätt. In den Landtag schaffte er es dagegen nicht erneut. Im Februar 2009 trat er vom Amt des CSU-Kreisvorsitzenden zurück, nachdem Dr. Reinhard Brandl vom Vorstand zum Bewerber um die Bundestagskandidatur im Wahlkreis 217 bestimmt worden war.

## Sonstige Ämter
Obermeier war Vorsitzender der Musikschule Eichstätt e.V. Zudem übernahm er den Vorsitz als Richter des Disziplinargerichts der Stiftung Katholische Universität Eichstätt – Ingolstadt und war Mitglied des Schiedsgerichts im DJK Diözesanverband Eichstätt.